# 李燕 (自行车运动员)
李燕（1980年7月17日—），山东东营人，中国女子自行车运动员。她是中国第一位自行车世界杯女子记分赛总冠军，第一位亚洲运动会自行车比赛金牌得主。她也参加了2008年北京奥运会。